# Al Bandiero
Alphonse „Al” Bandiero (New York, 1963. február 4. –) olasz-amerikai színész, szicíliai felmenőkkel. Ismert filmje a Rocky IV., amelyben a 2-es számú amerikai kommentátort játszotta.

## Életpályája
New Yorkban, Brooklynban született és nevelkedett; olasz-amerikai származású. Rádiósként kezdett, ezután jelentkezett a televízióban és filmekben. Hangja hallható az amerikai televíziós és rádiós reklámokban, például, a Volvo és a Nestea.
A New York Yankees szurkolója.

## Magánélete
1997. június 8-án házasságot kötött Marlyn-nel. Los Angelesben élnek.

## Filmjei
- Rocky IV. (1985)
- Rocky V. (1990)
- Pimasz csajok (2002)
- Dragnet – Gyilkossági akták (2003)
- Ügyvédek (2003)

## További információ
- Al Bandiero a PORT.hu-n (magyarul)
- Al Bandiero az Internet Movie Database-ben (angolul)
- Al Bandiero a Rotten Tomatoeson (angolul)